# Al-Arabi Sporting Club
Il Al-Arabi Sports Club (in arabo النادي العربي الرياضي‎?) fu fondato nello stato del Kuwait il 20 ottobre del 1960, con sede a Madinat al-Kuwait.

## Stadio

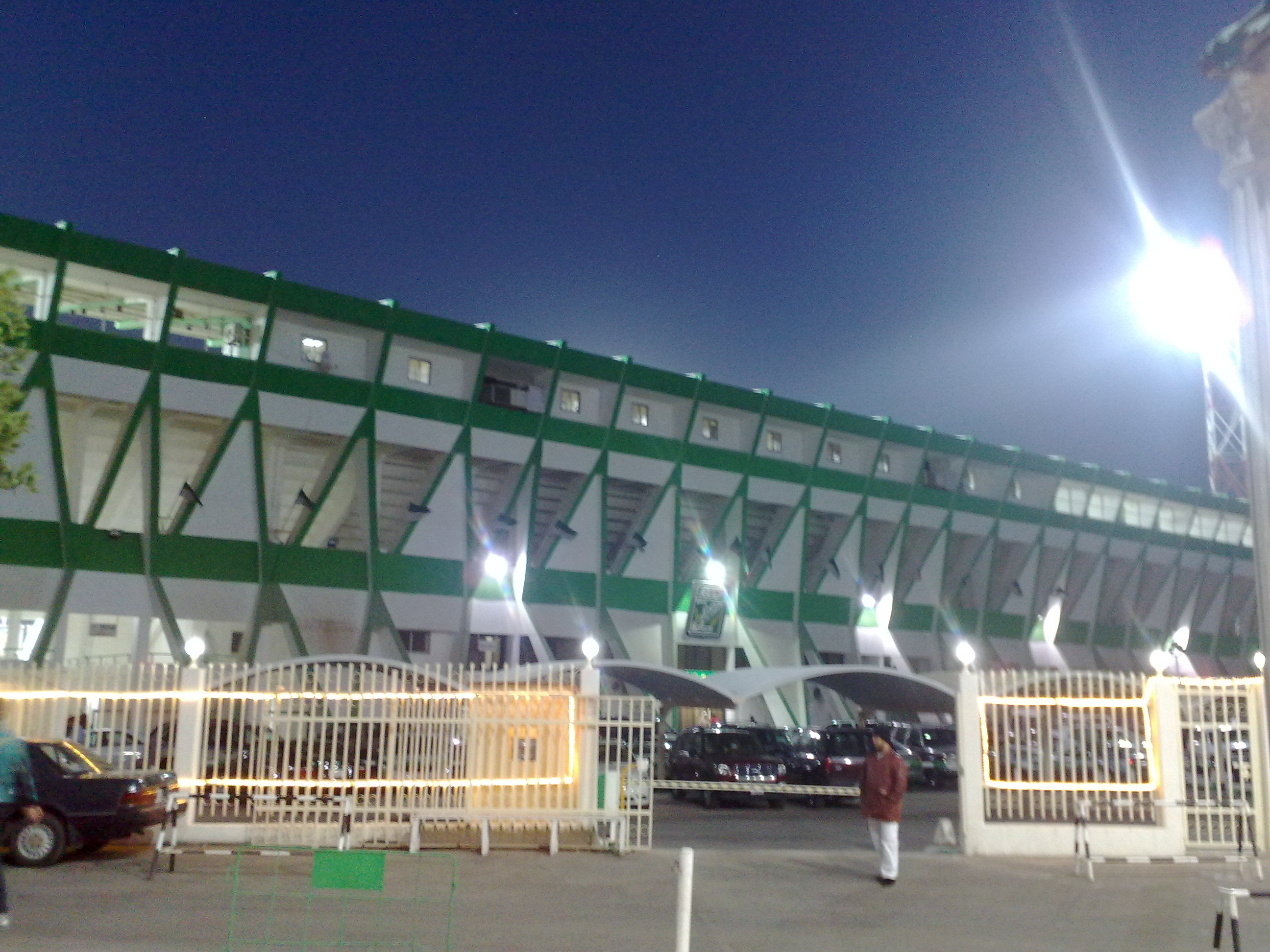
Lo stadio Sabah Al-Salem visto dall'esterno

L'Al-Arabi gioca le sue partite casilinghe al Sabah Al-Salem Stadium di Madinat al-Kuwait. Lo stadio può ospitare fino a 22.000 persone ed è il secondo stadio per grandezza in Kuwait. Ha ospitato la finale della Coppa d'Asia 1980, tra Kuwait e Corea del Sud.

## Palmarès

### Competizioni nazionali
- Kuwait Premier League: 17

1961-62, 1962-63, 1963-64, 1964-65, 1965-66, 1966-67, 1969-70, 1979-80, 1981-82, 1982-83, 1983-84, 1984-85, 1987-88, 1992-93, 1996-97, 2001-02, 2020-21
- Kuwait Emir Cup: 15

1961-62, 1962-63, 1963-64, 1965-66, 1968-69, 1970-71, 1980-81, 1982-83, 1991-92, 1995-96, 1998-99, 1999-00, 2004-05, 2005-06, 2007-08
- Coppa del Principe della Corona del Kuwait: 9

1995-96, 1996-97, 1998-99, 1999-00, 2006-07, 2011-12, 2021-2022, 2022-2023, 2023-2024
- Al Kurafi Cup: 3

1998-99, 2000-01, 2001-02
- Kuwait Super Cup: 3

2008, 2012, 2021
- Sport United Cup: 5

1995-96, 1996-97, 1998-99, 1999-00
- Kuwaiti Division One: 1

1999-00

### Competizioni internazionali
- Coppa dei Campioni del Golfo: 2

1982, 2003

### Altri piazzamenti
- Kuwait Premier League:

Secondo posto: 1989-1990
Terzo posto: 2011-2012, 2012-2013
- AFC Challenge League:

Semifinalista: 2024-2025
- Champions League araba:

Finalista: 2012-2013
- Coppa dei Campioni del Golfo:

Semifinalista: 2011, 2012

## Performance nelle Competizioni AFC
- AFC Champions League: 4 apparizione

2002-03: Preliminari
2004: Fase a Gironi
2006: Fase a Gironi
2007: Fase a Gironi
- AFC Cup:1 apparizione

2009: Quarti di Finale
- Campionato d'Asia per club: 5 apparizioni

1985-86:Ritirato dopo i gironi
1989-90:Ritirato dopo i gironi
1991-92: Primo turno
1993-94: Primo turno
1997-98: Primo turno
- Asian Champion Club Tournament: 1 apparizione

1971: Fase a Gironi

## Squadra 2012-2013
| N. |                      | Ruolo | Calciatore            |
| -- | -------------------- | ----- | --------------------- |
| 3  | Kuwait (bandiera)    | D     | Fahed Al Farhan       |
| 4  | Kuwait (bandiera)    | C     | Mohamed Jarragh       |
| 5  | Bahrein (bandiera)   | D     | Sayed Mohamed Adnan   |
| 6  | Kuwait (bandiera)    | D     | Ahmad Abdulghafoor    |
| 7  | Kuwait (bandiera)    | A     | Fahad Al Rashidi      |
| 8  | Kuwait (bandiera)    | C     | Talal Nayef           |
| 9  | Giordania (bandiera) | A     | Ahmed Hayel           |
| 10 | Senegal (bandiera)   | C     | Kader Fall            |
| 11 | Kuwait (bandiera)    | A     | Hussain Al-Moussawi   |
| 12 | Kuwait (bandiera)    | A     | Marzouq Zaki          |
| 13 | Kuwait (bandiera)    | D     | Mohammad Frieh        |
| 16 | Kuwait (bandiera)    | D     | Mubarak Al Beloushi   |
| 17 | Kuwait (bandiera)    | A     | Khaled Khalaf         |
| 19 | Kuwait (bandiera)    | D     | Ahmed Saad Al Rashidi |
| 20 | Kuwait (bandiera)    | C     | Abdullah Al Hadad     |

| N. |                   | Ruolo | Calciatore            |
| -- | ----------------- | ----- | --------------------- |
| 21 | Kuwait (bandiera) | C     | Fahad Al Hashash      |
| 23 | Kuwait (bandiera) | C     | Nawaf Al Shuwaye      |
| 24 | Kuwait (bandiera) | C     | Abdullah Al Shemali   |
| 25 | Kuwait (bandiera) | D     | Obied Menwer          |
| 26 | Kuwait (bandiera) | P     | Mohammed Ghanem       |
| 27 | Kuwait (bandiera) | D     | Isa Waleed            |
| 28 | Kuwait (bandiera) | D     | Mahdi Al Moussawi     |
| 29 | Kuwait (bandiera) | D     | Ali Maqseed           |
| 30 | Kuwait (bandiera) | C     | Abdulaziz Al Salimi   |
| 31 | Kuwait (bandiera) | C     | Khalaf Ahmed          |
| 32 | Kuwait (bandiera) | D     | Ahmad Dashti          |
| 33 | Kuwait (bandiera) | A     | Abdulaziz Al Haghan   |
| 34 | Kuwait (bandiera) | P     | Sulaiman Abdulghafoor |
| 35 | Kuwait (bandiera) | P     | Abdullatif Adnan      |
| 36 | Kuwait (bandiera) | D     | Bader Al Taher        |

## Giocatori Famosi
| Kuwait - Khaled Abdulquddus - Abdullah Al-Buloushi - Sami Al-Hashsh - Malik Al-Qallaf - Nasser Al Shatti - Abdlurhman Aldulah - Abdulaziz Fadhil - Osama Hussain - Abdulaziz Yousef Jafar - Mohamed Jarragh - Shehab Kankoune - Mohamed Karam - Ahmed Khalaf - Khaled Khalaf - Jawad Magseed - Ali Maqsed - Ahmed Mousa Mirza - Musaed Abdullah - Ali Mulla - Marzouq Said - Samir Said - Abdullah Wabran Algeria - Amir Sayoud |  | Bahrain - Ismael Abdullatif - Ebrahim Al Mishkhas - Mohamed Hubail Bolivia - Joaquín Botero Brasile - Claudinho - Cristiano Xavier de Almeida - Fabinho - Jones Leandro - Jose Rogerio - Lenílson - Luizinho - Wallace Capo Verde - Néné - Paulo de Pina Costa d'Avorio - Charles Dago Croazia - Dario Dabac - Igor Novaković |  | Egitto - Samir Abdulrauf - Hassan Shehata Ghana - Felix Aboagye Giordania - Ahmad Hayel Liberia - Frank Seator Libia - Ahmed Al Masli - Mohammad Za'abia Mali - Bassala Touré Marocco - Taufiq Balagha - Abdelmajid Eddine - Mohamed Amine Najmi Nigeria - Emmanuel Ezukam |  | Oman - Mubarak Al-Beloushi - Talal Khalfan - Yasser Rajab - Muhammed Taqi Senegal - Mansour Ayando - Kader Fall Slovacchia - Ľuboš Perniš Slovenia - Rok Elsner Siria - Firas Al Khatib - Mohamed Al Zeno - Raja Rafe - Zain Al Fandi Tunisia - Hamdi Marzouki Yemen - Ali Omar |

## Allenatori

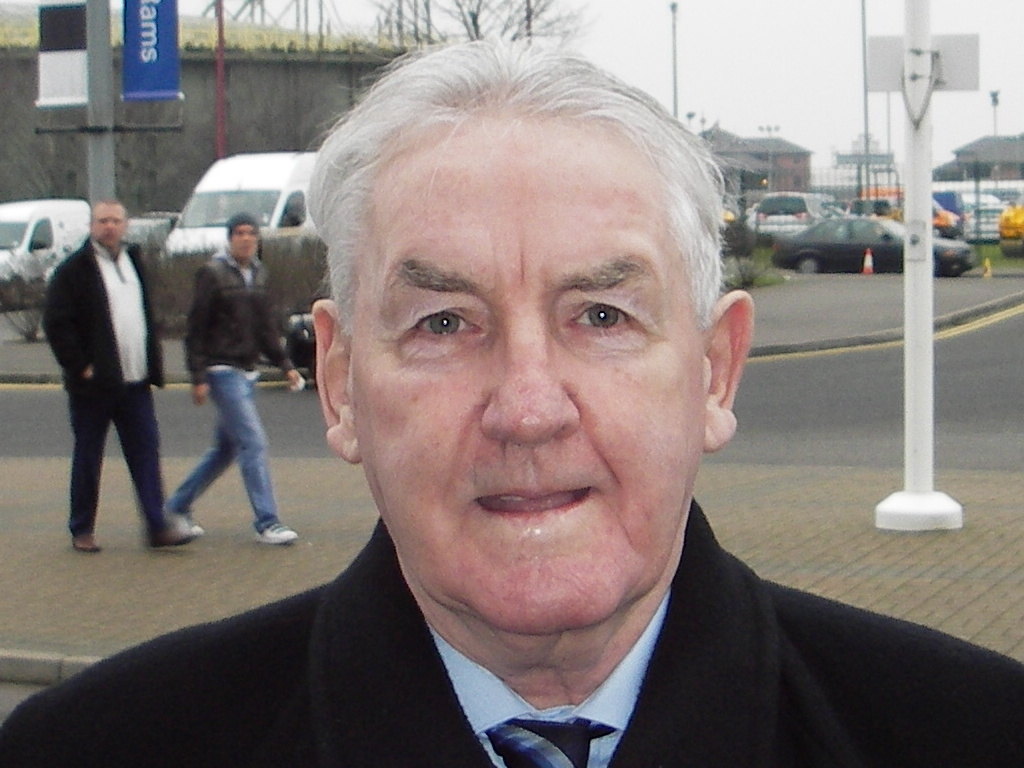
Dave Mackay primo allenatore straniero dell'Al-Arabi.

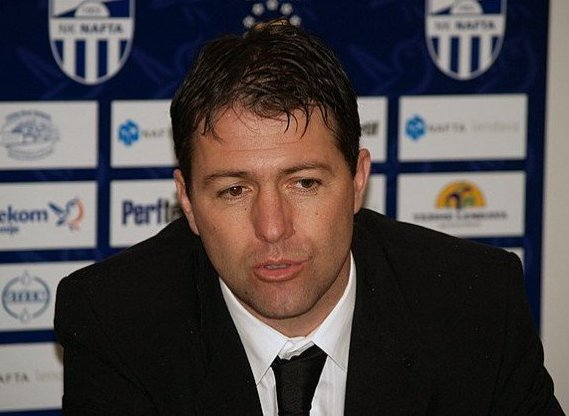
Allenatore dell'Al-Arabi dal 2009 al 2010.

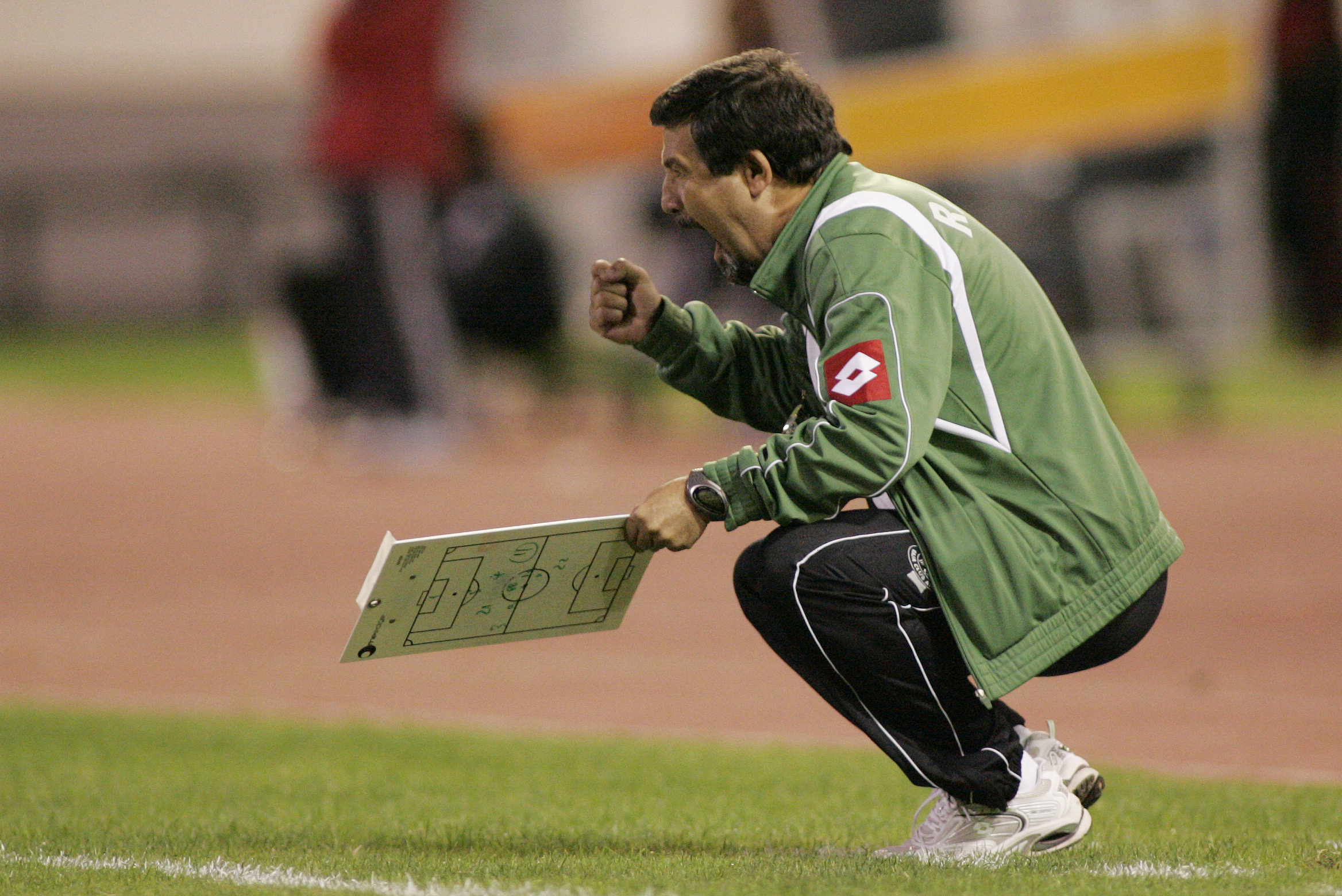
José Romão attuale allenatore dell'Al-Arabi.

| Anni    | NOme               | Nazionalità            |
| ------- | ------------------ | ---------------------- |
| 1978-87 | Dave Mackay        | Scozia (bandiera)      |
| 1981-82 | Frank Upton        | Inghilterra (bandiera) |
| 1993-94 | Bobby Campbell     | Inghilterra (bandiera) |
| 1994-95 | Mohamed Karam      | Kuwait (bandiera)      |
| 1994-95 | Colin Dobson       | Inghilterra (bandiera) |
| 1995-96 | Dragan Gugleta     | Jugoslavia (bandiera)  |
| 1996    | Jawad Maqseed      | Kuwait (bandiera)      |
| 1996-97 | Fawzi Ibrahim      | Kuwait (bandiera)      |
| 1998-99 | Ján Pivarník       | Slovacchia (bandiera)  |
| 1999-00 | Dragan Gugleta     | Serbia (bandiera)      |
| 2000-01 | Ján Pivarník       | Slovacchia (bandiera)  |
| 2001-03 | Valdeir Vieira     | Brasile (bandiera)     |
| 2003-04 | Sebastião Lazaroni | Brasile (bandiera)     |
| 2004-05 | Mohsen Saleh       | Egitto (bandiera)      |
| 2005-06 | Valdeir Vieira     | Brasile (bandiera)     |
| 2006-07 | Nenad Stavrić      | Serbia (bandiera)      |
| 2007-08 | José Rachão        | Portogallo (bandiera)  |
| 2008-09 | Ahmed Khalaf       | Kuwait (bandiera)      |
| 2009-10 | Dragan Skočić      | Croazia (bandiera)     |
| 2010-11 | Marcelo Cabo       | Brasile (bandiera)     |
| 2011    | Zoran Petović      | Serbia (bandiera)      |
| 2011    | Fawzi Ibrahim      | Kuwait (bandiera)      |
| 2011-   | José Romão         | Portogallo (bandiera)  |

## Presidenti
| Anni    | Presidente                               |
| ------- | ---------------------------------------- |
| 1960-61 | Mohalhel Mohammed Al-Mudhaf              |
| 1961-67 | Khalid Ahmed Al-Mudhaf                   |
| 1967-68 | Moussa Rashid Al-Fahad                   |
| 1969-70 | Mohammed Saleh Al-Mulla                  |
| 1970-78 | Sheikh Salman Al-Hamoud Al-Sabah         |
| 1978-81 | Ahmed Sayed Abdelsamad                   |
| 1981-83 | Sheikh Nayef Jaber Al-Ahmad Al-Sabah     |
| 1983-89 | Ahmed Sayed Abdelsamad                   |
| 1989-92 | Sheikh Ali Al-Abdullah Al-Salem Al-Sabah |
| 1992-93 | Fahd Abdulaziz Al-Humaiadhan             |
| 1993-94 | Mohammed Saleh Al-Mulla                  |
| 1994-97 | Ahmed Sayed Abdelsamad                   |
| 1997-00 | Ibrahim Abdullah Al-Shehab               |
| 2000-10 | Jamal Shaker Al-Kazemi                   |
| 2010    | Sheikh Salman Al-Hamoud Al-Sabah         |
| 2008-12 | Jamal Shaker Al-Kazemi                   |